# Dixville (Quebec)
Dixville es un municipio canadiense situado en la provincia de Quebec.

## Superficie
Dixville tiene una superficie de 76,56 km².

## Demografía
En 2021, tenía 732 habitantes, una densidad poblacional de 9,6 hab./km², y 303 viviendas.